# Маргарян, Овсеп Манукович
Маргарян Овсеп Манукович (Հովսեփ Մարգարյան) (28 июля 1918, село Арагюх — 9 апреля 2007, Ереван) — армянский скульптор, художник и философ. Профессор философии, доктор наук.

## Биография
Овсеп Маркарян родился 28 июля 1918 года в селе Арагюх бывшего Апаранского района. В 1937 году его отец был репрессирован.
В 1942 году был призван в армию, был ранен. В 1945 году, послe контузии в ходе военных действий против Японии, вернулся домой. Был учителем в сельской школе.
В 1949 году переехал в Ереван. Во время строительства площади Республики работал скульптором. В 1950—1960 гг. окончил юридический факультет Ереванского государственного университета, факультет истории педагогического института, факультет философии института марксизма-ленинизма, студию живописи.
С 1961—1973 гг. работал учителем в школах Еревана. После 1973 года в основном занимался наукой.
Автор многих научных статей и монографий. За труд «Монодуализм» получил степень доктора философии. Автор стихов, рассказов, новелл, киносценариев, либретто к опере. Член Союза писателей Армении.
Награждён орденами и медалями СССР.